# Bối cảnh của Nội chiến Tây Ban Nha
Mầm mống của cuộc Nội chiến Tây Ban Nha bắt nguồn từ cuối thế kỷ 19, khi các địa chủ lớn, gọi là latifundios, nắm giữ hầu hết quyền lực trong một thể chế quyền lực tập trung dựa trên đất đai. Quyền lực của họ bị thách thức bởi các ngành công thương nghiệp, nhưng bất thành. Vào năm 1868, các cuộc nổi dậy của quần chúng đã lật đổ Nữ hoàng Isabel II của Vương tộc Bourbon. Năm 1873, người kế nhiệm Isabel, Vua Amadeo I của Vương tộc Savoia, thoái vị do áp lực chính trị ngày càng gia tăng, và Đệ Nhất Cộng hòa Tây Ban Nha được thành lập. Sau khi Vương tộc Bourbon được khôi phục vào tháng 12 năm 1874, những người theo phong trào Carlos (Carlismo) và những người theo chủ nghĩa vô trị nổi lên đối lập với chế độ quân chủ. Alejandro Lerroux đã góp phần đẩy chủ nghĩa cộng hòa lên cao trào ở Catalonia, nơi tình hình đói nghèo đặc biệt nghiêm trọng. Sự bất mãn với chế độ quân dịch và quân đội ngày càng gia tăng, lên đến đỉnh điểm là Tuần lễ bi thảm ở Barcelona vào năm 1909. Sau Chiến tranh thế giới thứ nhất, giai cấp công nhân, giai cấp công nghiệp và lực lượng quân đội hợp sức với hy vọng lật đổ chính quyền trung ương, nhưng bất thành. Nỗi sợ hãi về chủ nghĩa cộng sản ngày càng lớn. Năm 1923, một cuộc đảo chính quân sự đưa Miguel Primo de Rivera lên nắm quyền, người đã cai trị Tây Ban Nha như một chế độ độc tài quân sự. Sự ủng hộ đối với chế độ của Miguel Primo de Rivera giảm dần và ông từ chức vào tháng 1 năm 1930. Chế độ quân chủ có rất ít sự ủng hộ ở các thành phố lớn, và Vua Alfonso XIII thoái vị. Đệ Nhị Cộng hòa Tây Ban Nha được thành lập, quyền lực của chính quyền này sẽ tiếp tục duy trì cho đến đỉnh điểm của cuộc Nội chiến Tây Ban Nha. Những người theo chủ nghĩa quân chủ tiếp tục chống lại nền Cộng hòa.
Ủy ban cách mạng do Niceto Alcalá-Zamora đứng đầu trở thành chính phủ lâm thời, với Zamora là Tổng thống và nguyên thủ quốc gia. Nền cộng hòa nhận được sự ủng hộ rộng rãi từ tất cả các thành phần xã hội; trong cuộc bầu cử tháng 6 năm 1931, những người theo phe Cộng hòa và Xã hội chủ nghĩa giành thắng lợi áp đảo. Khi cuộc Đại khủng hoảng diễn ra, chính phủ cố gắng hỗ trợ vùng nông thôn Tây Ban Nha bằng cách thiết lập ngày làm việc tám tiếng và trao đất cho nông dân. Cải cách ruộng đất và điều kiện lao động vẫn là những vấn đề quan trọng trong suốt quãng thời gian tồn tại của nước Cộng hòa. Chủ nghĩa phát xít vẫn là một mối đe dọa, được hỗ trợ bởi những cải cách gây tranh cãi đối với quân đội. Vào tháng 12, một hiến pháp mới theo chủ nghĩa cải cách, tự do và dân chủ được công bố. Bản hiến pháp mới đã thế tục hóa chính phủ, và điều này cùng với việc chậm phản ứng trước làn sóng bạo lực chống giáo sĩ đã khiến những người Công giáo tận tụy trở nên vỡ mộng với chính phủ liên minh đương nhiệm. Vào tháng 10 năm 1931, Manuel Azaña trở thành Thủ tướng của một chính phủ thiểu số. Phe cánh hữu giành chiến thắng trong cuộc bầu cử năm 1933 sau cuộc nổi dậy thất bại của Tướng José Sanjurjo vào tháng 8 năm 1932, người sau này sẽ dẫn đầu một cuộc đảo chính châm ngòi cho cuộc nội chiến.
Các sự kiện trong khoảng thời gian sau tháng 11 năm 1933, được gọi là "hai năm đen tối", dường như làm cho một cuộc nội chiến dễ xảy ra hơn. Alejandro Lerroux của Đảng Cộng hòa Cấp tiến (Partido Republicano Radical, viết tắt là RRP trong tiếng Anh) thành lập một chính phủ với sự hỗ trợ của Liên đoàn Quyền tự trị Tây Ban Nha (Confederación Española de Derechas Autónomas, CEDA) và đảo ngược lại tất cả những thay đổi lớn của chính phủ trước đó, cũng như ân xá cho José Sanjurjo, người đã âm mưu một cuộc đảo chính bất thành vào năm 1932. Một số người theo chủ nghĩa quân chủ đã tham gia tổ chức phát xít Falange Española để đạt được mục đích của mình. Bạo lực công khai diễn ra trên đường phố của các đô thị Tây Ban Nha và giao tranh tiếp tục gia tăng cho đến khi cuộc nội chiến bùng nổ, phản ánh một xu hướng biến động cấp tiến thay vì hướng tới các biện pháp dân chủ ôn hòa như một giải pháp cho các vấn đề của Tây Ban Nha. Trong những tháng cuối năm 1934, hai cuộc sụp đổ chính phủ đã đưa các thành viên của CEDA vào nội các, khiến chính phủ trở nên thiên hữu hơn. Thu nhập của nông dân bị giảm một nửa, quân đội thanh trừng các thành viên Cộng hòa và cải tổ. Một Mặt trận Nhân dân được thành lập và giành chiến thắng trong cuộc bầu cử năm 1936. Azaña lãnh đạo một chính phủ thiểu số yếu, nhưng sớm thay thế Zamora làm Tổng thống vào tháng Tư. Thủ tướng Casares phớt lờ những cảnh báo về một âm mưu quân sự liên quan đến một số tướng lĩnh, những người cho rằng cần phải thay đổi chính phủ nếu muốn ngăn chặn được sự tan rã của Tây Ban Nha. Những người này tổ chức một cuộc đảo chính quân sự vào tháng 7, khởi đầu cho cuộc Nội chiến Tây Ban Nha.

## Chế độ quân chủ lập hiến

### Thế kỷ 19

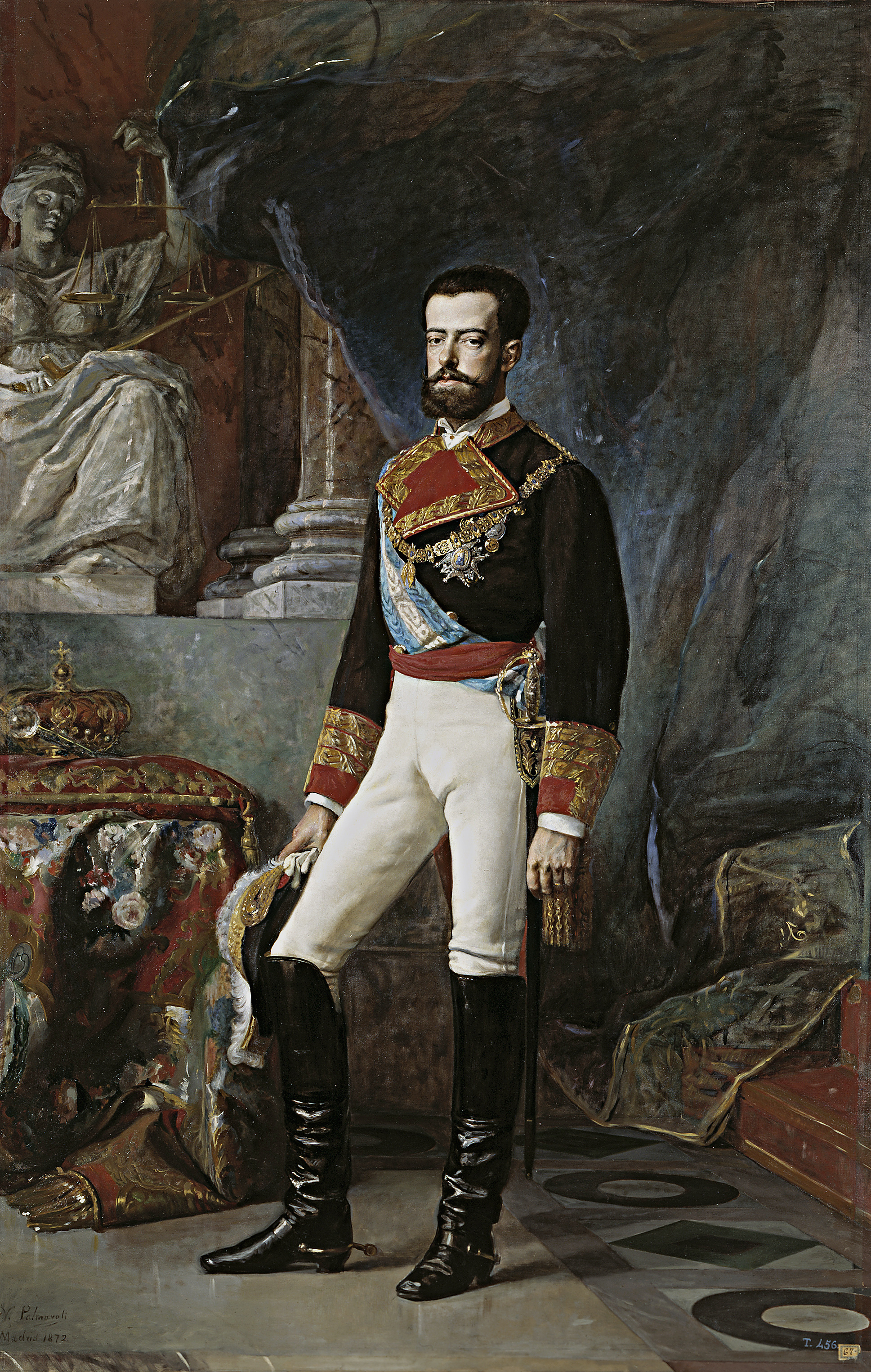
Vua Amadeo I của Tây Ban Nha

Thế kỷ 19 là một thời kỳ đầy biến động đối với Tây Ban Nha. Những người ủng hộ cải cách chính phủ tranh giành quyền lực chính trị với những người bảo thủ có ý định ngăn cản việc thực hiện những cải cách này. Theo truyền thống bắt đầu từ Hiến pháp Tây Ban Nha năm 1812, nhiều người theo chủ nghĩa tự do tìm cách cắt giảm quyền lực của chế độ quân chủ Tây Ban Nha, cũng như thiết lập một quốc gia dân tộc theo hệ tư tưởng và triết lý của họ. Các cuộc cải cách năm 1812 chỉ tồn tại trong thời gian ngắn, gần như ngay lập tức bị Vua Fernando VII đảo ngược khi ông giải tán hiến pháp nói trên. Điều này đã đặt dấu chấm hết cho chính quyền Trienio Liberal. Mười hai cuộc đảo chính thành công được thực hiện trong khoảng thời gian 60 năm từ 1814 đến 1874. Đã có một số nỗ lực điều chỉnh hệ thống chính trị sao cho phù hợp với thực tế xã hội. Cho đến những năm 1850, nền kinh tế Tây Ban Nha chủ yếu dựa vào nông nghiệp. Có rất ít sự phát triển của một giai cấp công thương nghiệp tư sản. Thể chế quyền lực tập trung dựa trên đất đai vẫn còn mạnh mẽ; một số ít người nắm giữ một lượng đất đai lớn cũng như tất cả các vị trí quan trọng trong chính phủ. Quyền lực của các điạ chủ đã bị thách thức bởi các lĩnh vực công thương nghiệp, nhưng phần lớn đều không thành công. Ngoài những thay đổi về chế độ và hệ thống cấp bậc, trong suốt nửa thế kỷ, Tây Ban Nha đã chứng kiến một loạt các cuộc nội chiến được gọi là Chiến tranh Carlos (Guerras carlistas). Trong khoảng thời gian này, một phong trào chính trị cánh hữu được gọi là phong trào Carlos (Carlismo) nổi lên, đấu tranh để thiết lập một chế độ quân chủ dưới một nhánh khác của Vương tộc Bourbon. Năm 1868, các cuộc nổi dậy quần chúng đã lật đổ Nữ hoàng Isabel II của Vương tộc Bourbon. Hai yếu tố khác nhau dẫn đến cuộc nổi dậy: một loạt các cuộc bạo động ở khu vực thành thị, và một phong trào tự do trong tầng lớp trung lưu và quân đội (do Tướng Jean-Primm lãnh đạo), những người lo ngại về chủ nghĩa bảo thủ cực đoan của chế độ quân chủ. Năm 1873, người kế nhiệm Isabel, Vua Amadeo I của Vương tộc Savoia, thoái vị do áp lực chính trị ngày càng tăng, và Đệ Nhất Cộng hòa Tây Ban Nha được thành lập. Tuy nhiên, những người trí thức đứng sau nền Cộng hòa đã bất lực trong việc ngăn chặn tình hình trở nên hỗn loạn. Các cuộc nổi dậy bị quân đội đàn áp. Chế độ quân chủ cũ quay trở lại với sự phục hồi của Vương tộc Bourbon vào tháng 12 năm 1874, trong bối cảnh cải cách được coi là ít quan trọng hơn so với hòa bình và ổn định. Bất chấp việc áp dụng chế độ phổ thông đầu phiếu cho nam giới vào năm 1890, các cuộc bầu cử được kiểm soát bởi các thủ lĩnh chính trị địa phương (caciques).
Các thành phần truyền thống nhất của nền chính trị đã cố gắng ngăn cản các cải cách tự do và duy trì chế độ quân chủ phụ hệ một cách có hệ thống. Những người theo chủ nghĩa Carlos (Carlismo) - những người ủng hộ Carlos de Borbón và hậu duệ - chiến đấu để thúc đẩy truyền thống Tây Ban Nha và Công giáo chống lại chủ nghĩa tự do của các chính phủ Tây Ban Nha kế tiếp. Những người theo chủ nghĩa Carlos cố gắng khôi phục các quyền tự do lịch sử và quyền tự trị của Xứ Basque và Catalunya theo luật lệ Fuero. Đôi khi họ liên minh với những người theo chủ nghĩa dân tộc (tách biệt với phe Quốc gia trong cuộc nội chiến), kể cả trong các cuộc Chiến tranh Carlos.
Chủ nghĩa vô trị thường xuyên trở nên phổ biến trong tầng lớp lao động, và ở Tây Ban Nha mạnh hơn nhiều so với bất kỳ nơi nào khác ở châu Âu vào thời điểm đó. Tuy nhiên, những người theo chủ nghĩa vô trị thường dễ dàng bị đánh bại trong các cuộc đụng độ với quân chính phủ.

### Thế kỷ 20

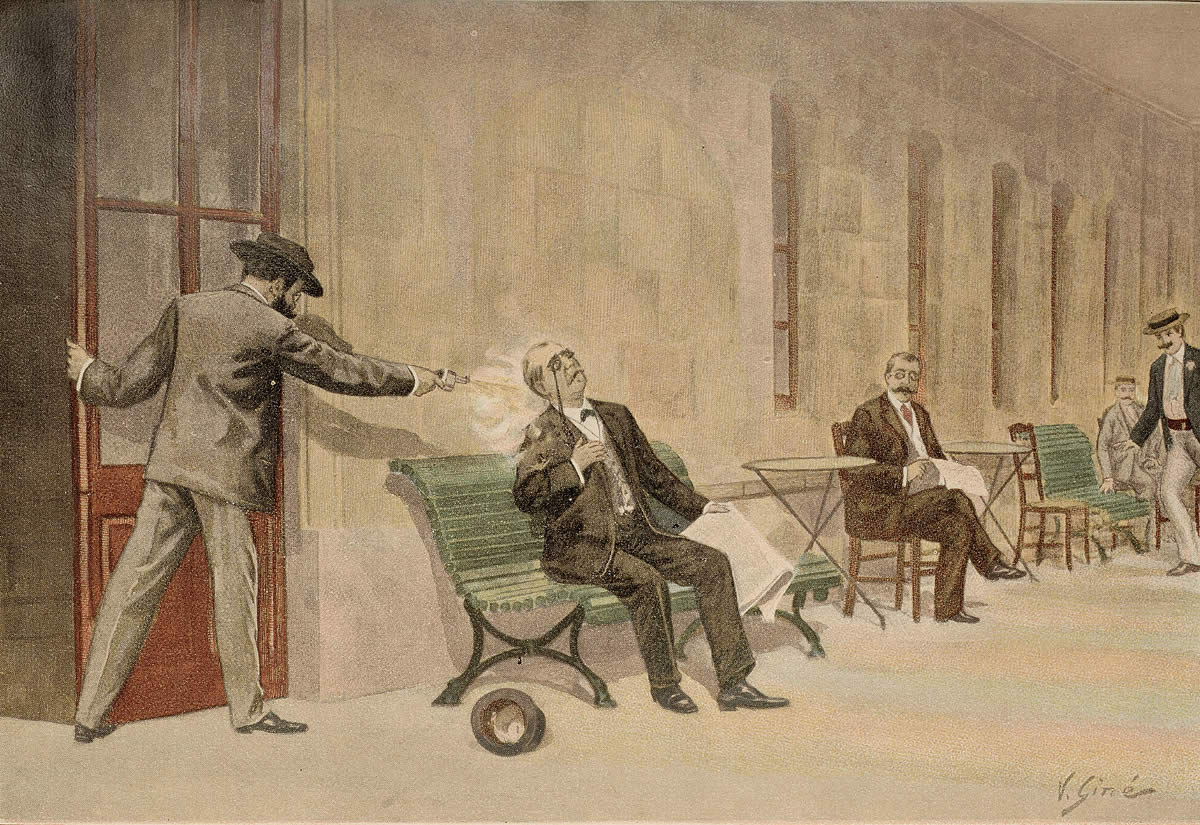
Michele Angiolillo sát hại Antonio Cánovas del Castillo trong một khu nghỉ dưỡng vào năm 1897

Năm 1897, trong bối cảnh chính phủ ngày càng sử dụng các hình thức tra tấn và số lượng các vụ bắt giữ ngày càng gia tăng, một kẻ theo chủ nghĩa vô trị người Ý đã ám sát Thủ tướng Antonio Cánovas del Castillo. Xuất khẩu từ Catalunya chịu ảnh hưởng nặng nề nhất sau khi Tây Ban Nha mất mất Cuba, thuộc địa có giá trị cuối cùng, trong cuộc Chiến tranh Tây Ban Nha–Mỹ năm 1898; đã có xuất hiện các hành động khủng bố và động thái của những agent provocateur (người khiêu khích) ở Barcelona. Trong hai thập kỷ đầu của thế kỷ 20, giai cấp công nhân đã phát triển về số lượng. Ngày càng có nhiều sự bất bình ở xứ Basque và Catalunya, nơi tập trung phần lớn ngành công nghiệp của Tây Ban Nha. Họ tin rằng chính phủ có xu hướng trọng nông và do đó không đại diện cho lợi ích của họ. Tỷ lệ mù chữ trung bình là 64%, với sự khác biệt đáng kể giữa các vùng. Mức độ nghèo đói ở một số khu vực rất cao và đã có sự di cư ồ ạt đến Tân Thế giới trong trong thập kỷ đầu tiên của thế kỷ này.
Đảng Công nhân Xã hội Tây Ban Nha (tiếng Tây Ban Nha: Partido Socialista Obrero Español, PSOE) và công đoàn liên kết của đảng này, Unión General de Trabajadores (UGT), đã giành được sự ủng hộ từ người dân. Số thành viên của UGT tăng từ 8.000 vào năm 1908 lên 200.000 vào năm 1920. Các văn phòng chi nhánh (Casa del pueblo) của công đoàn được thành lập tại các thành phố lớn. UGT liên tục lo sợ bị thất thế trước những người theo chủ nghĩa vô trị. Tổ chức này được tôn trọng vì có tính kỷ luật trong các cuộc đình công. Tuy nhiên, tổ chức tuân theo chủ nghĩa trung dung và chống Catalunya, với chỉ 10.000 thành viên ở Barcelona vào cuối năm 1936. PSOE và UGT dựa trên một hình thức đơn giản của chủ nghĩa Marx, một hình thức cho rằng cách mạng là tất yếu và được đặc trưng bởi chủ nghĩa biệt lập. Khi UGT chuyển trụ sở chính từ Barcelona đến Madrid vào năm 1899, nhiều công nhân ở Catalunya đã không còn có thể tiếp cận UGT được nữa. Một số thành phần của PSOE nhận thấy cần phải hợp tác với phe Cộng hòa.
Năm 1912, Đảng Cải cách (Partido Reformista) được thành lập, thu hút giới trí thức. Một số nhân vật như nhà lãnh đạo của đảng, Alejandro Lerroux, đã giúp đảng thu hút sự ủng hộ rộng rãi từ tầng lớp lao động. Chủ trương chống giáo sĩ của Lerroux đã khiến ông trở thành một chính trị gia mị dân nổi tiếng ở Barcelona. Ông cho rằng Giáo hội Công giáo không thể tách rời khỏi hệ thống áp bức mà người dân đang phải chịu đựng. Đây là khoảng thời gian mà chủ nghĩa cộng hòa trở nên phổ biên trong dân chúng.
Quân đội muốn tránh sự tan rã của nhà nước và ngày càng hướng sự tập trung vào trong nước sau khi để mất lãnh thổ Cuba. Chủ nghĩa dân tộc khu vực, vốn được coi là chủ nghĩa ly khai, không được hoan nghênh. Năm 1905, quân đội đột kích trụ sở của hai tờ tạp chí châm biếm ở Catalunya, được cho là đang chống phá chính quyền. Để xoa dịu quân đội, chính phủ đã cấm các bình luận tiêu cực về quân đội hoặc nhà nước Tây Ban Nha trên báo chí. Với sự bùng nổ của Chiến tranh Rif ở Maroc vào năm 1909, sự bất mãn đối với quân đội và chế độ quân dịch bắt buộc cũng tăng theo. Việc Lerroux tán thành các mục tiêu của quân đội đã khiến ông đánh mất đi sự ủng hộ của quần chúng. Tất cả lên đến đỉnh điểm vào Tuần lễ bi thảm (tiếng Tây Ban Nha: Semana Trágica) ở Barcelona năm 1909, khi các nhóm giai cấp công nhân nổi dậy phản đối yêu cầu nhập ngũ. 48 nhà thờ và các cơ sở tương tự đã bị thiêu rụi trong các cuộc tấn công chống giáo sĩ. Quân đội cuối cùng đã dập tắt cuộc bạo động; 1.725 thành viên của các nhóm như vậy đã bị đưa ra xét xử, với 5 người bị kết án tử hình. Những sự kiện này đã dẫn đến sự thành lập của Liên đoàn Lao động Quốc gia (tiếng Tây Ban Nha: Confederación Nacional del Trabajo, CNT), một tổ chức công đoàn do những người theo chủ nghĩa vô trị kiểm soát, với cam kết đi theo chủ nghĩa công đoàn vô trị. Đến năm 1923, CNT đã có hơn 1 triệu thành viên.

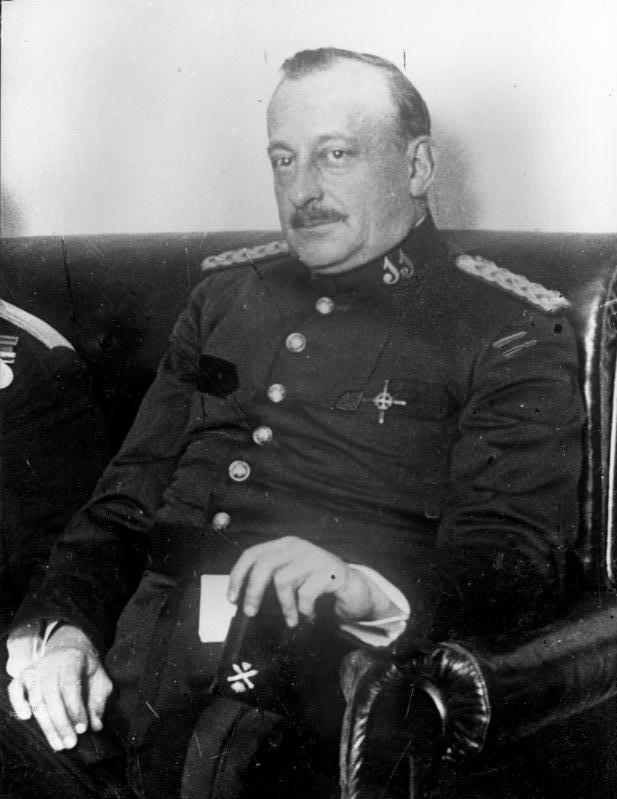
Thủ tướng Miguel Primo de Rivera

Trong Chiến tranh thế giới thứ nhất, xuất khẩu gia tăng dẫn đến sự bùng nổ của ngành công nghiệp, trong khi mức sống giảm ở các khu vực công nghiệp, đặc biệt là ở Catalunya và xứ Basque. Lạm phát ở mức cao. Khu vực công nghiệp không hài lòng trước sự quản lý của chính quyền trung ương nông nghiệp. Cùng với những lo ngại về hệ thống thăng tiến lỗi thời và tham nhũng chính trị, cuộc chiến ở Maroc đã gây ra sự chia rẽ trong quân đội. Chủ nghĩa tái sinh trở nên phổ biến, giai cấp công nhân, giai cấp công nghiệp và quân đội đoàn kết hợp sức với hy vọng lật đổ chính quyền trung ương tham nhũng. Tuy nhiên, những hy vọng này đã bị tiêu tan vào năm 1917 và 1918, khi các đảng phái chính trị khác nhau đại diện cho các nhóm này lần lượt bị chính quyền trung ương xoa dịu hoặc đàn áp. Các nhà công nghiệp cuối cùng đã ủng hộ chính phủ như một cách để khôi phục trật tự. Sau khi Đệ Tam Quốc tế được thành lập vào năm 1919, nỗi sợ hãi về chủ nghĩa cộng sản ở Tây Ban Nha ngày càng lớn, và sự đàn áp bằng các biện pháp quân sự từ phía chính phủ ngày càng gia tăng. PSOE chia rẽ và nhiều thành viên thiên tả hơn đã thành lập Đảng Cộng sản Tây Ban Nha vào năm 1921. Chính phủ đã không thể đối phó với số lượng các cuộc đình công ngày càng tăng của công nhân công nghiệp ở miền bắc và nhân công nông nghiệp ở miền nam.
Miguel Primo de Rivera lên nắm quyền trong một cuộc đảo chính quân sự vào năm 1923 và cai trị Tây Ban Nha như một chế độ độc tài quân sự. Ông trao độc quyền kiểm soát công đoàn cho UGT và khởi động một chương trình công cộng toàn diện. Các công trình công cộng này cực kỳ tốn kém, đặc biệt là các đập thủy điện và đường cao tốc, khiến thâm hụt tăng gấp đôi từ năm 1925 đến năm 1929. Tình hình tài chính của Tây Ban Nha trở nên tồi tệ hơn do việc ấn định đồng peseta với bản vị vàng và đến năm 1931, peseta Tây Ban Nha đã mất gần một nửa giá trị. UGT được đưa vào chính phủ để thành lập các ban trọng tài công nghiệp, mặc dù động thái này đã bị một số người phản đối và bị các nhà lãnh đạo theo chủ nghĩa vô trị coi là chủ nghĩa cơ hội. Miguel Primo de Rivera cũng cố gắng bảo vệ liên minh quân chủ công-nông được hình thành trong chiến tranh. Không có cải cách đáng kể nào đối với hệ thống chính trị (và đặc biệt là chế độ quân chủ) được thực hiện. Điều này khiến việc thành lập một chính phủ mới trở nên khó khăn vì những vấn đề tồn tại vẫn chưa được khắc phục. Dần dần, sự ủng hộ của ông giảm dần vì cách tiếp cận cá nhân của ông đối với chính trị khiến ông phải chịu trách nhiệm cá nhân về những thất bại của chính phủ, và do sự thất vọng ngày càng tăng về sự can thiệp của ông vào các vấn đề kinh tế mà ông không hiểu. José Calvo Sotelo, Bộ trưởng Tài chính của ông, là một người đã rút lại sự ủng hộ, và de Rivera từ chức vào tháng 1 năm 1930. Có rất ít sự ủng hộ cho việc khôi phục lại hệ thống trước năm 1923, và chế độ quân chủ đã mất uy tín khi ủng hộ chính phủ quân sự. Nhà vua ra lệnh cho Dámaso Berenguer thành lập một chính phủ thay thế, nhưng chế độ độc tài dictablanda của ông không đưa ra được một giải pháp thay thế khả thi nào. Việc Berenguer được lựa chọn đã làm cho một vị tướng quan trọng khác, José Sanjurjo, không thoải mãi, vì ông tin rằng mình là lựa chọn tốt hơn. Trong cuộc bầu cử địa phương ngày 12 tháng 4 năm 1931, các đảng quân chủ có rất ít sự ủng hộ ở các thành phố lớn và nhiều người đã tụ tập trên đường phố Madrid. Vua Alfonso XIII thoái vị để ngăn chặn một cuộc "nội chiến huynh đệ tương tàn" ("fratricidal civil war"). Đệ Nhị Cộng hòa Tây Ban Nha được thành lập.

## Đệ Nhị Cộng hòa Tây Ban Nha
Đệ Nhị Cộng hòa Tây Ban Nha là niềm hy vọng cho những người thuộc tầng lớp nghèo nhất trong xã hội Tây Ban Nha và đồng thời là mối đe dọa đối với những người giàu nhất, nhưng về cơ bản, nền cộng hòa nhận được sự ủng hộ rộng rãi từ tất cả các thành phần xã hội. Niceto Alcalá-Zamora là thủ tướng đầu tiên của nước Cộng hòa. Các địa chủ giàu có và tầng lớp trung lưu chấp nhận nền Cộng hòa do không có sự thay thế phù hợp.
Trong cuộc bầu cử Cortes vào tháng 6 năm 1931, phe Cộng hòa và Xã hội chủ nghĩa chiếm đa số, trong đó PSOE giành được 116 ghế và Đảng Cấp tiến của Lerroux giành được 94 ghế. Lerroux trở thành Bộ trưởng Bộ Ngoại giao. Chính phủ được tạo nên bởi một liên minh Cộng hòa-Xã hội chủ nghĩa mà các thành viên có các mục tiêu khác nhau. Một số thành viên bảo thủ hơn tin rằng chỉ cần bỏ chế độ quân chủ là đủ, nhưng một số người theo chủ nghĩa xã hội và những thành viên thiên tả của phe Cộng hòa yêu cầu những cải cách rộng rãi hơn.
Tình hình tài chính của nhà nước rất tệ. Những người ủng hộ chế độ độc tài cố gắng ngăn chặn tiến trình cải cách nền kinh tế. Với Sự sụp đổ của Phố Wall và cuộc Đại khủng hoảng, việc tái phân phối của cải do chính phủ mới hỗ trợ dường như là một mối đe dọa đối với những người giàu có nhất. Chính phủ cố gắng giải quyết tình trạng nghèo đói nghiêm trọng ở các vùng nông thôn bằng cách thiết lập ngày làm việc tám tiếng và bảo đảm ruộng đất cho những người làm nông nghiệp. Các địa chủ phàn nàn. Hiệu quả của các cải cách phụ thuộc vào năng lực quản trị của chính quyền địa phương, vốn thường không tốt. Quân đội cần được cải tổ và cải cách giáo dục là một vấn đề khác mà nền Cộng hòa phải đối mặt. Mối quan hệ giữa chính quyền trung ương với xứ Basque và Catalunya cũng cần phải được xác định.
Sự phản đối được dẫn đầu bởi ba nhóm. Nhóm đầu tiên bao gồm các phong trào Công giáo như Asociación Católica de Propagandistas, vốn có ảnh hưởng đối với cơ quan tư pháp và báo chí. Các địa chủ nông thôn cho rằng nền Cộng hòa là vô thần và cộng sản. Nhóm thứ hai bao gồm các tổ chức ủng hộ chế độ quân chủ, chẳng hạn như Renovación Española và những người theo chủ nghĩa Carlos, những người muốn thấy nền Cộng hòa mới bị lật đổ trong một cuộc nổi dậy bạo lực. Nhóm thứ ba là các tổ chức phát xít, trong số đó có những người ủng hộ con trai của nhà độc tài, José Antonio Primo de Rivera. Primo de Rivera là nhà lãnh đạo quan trọng nhất của chủ nghĩa phát xít ở Tây Ban Nha. Báo chí thường đăng bài về âm mưu từ nước ngoài của người Do Thái - Hội Tam Điểm - Bolshevik. Các thành viên CNT sẵn sàng hợp tác với nền Cộng hòa buộc phải rút lui và tổ chức này tiếp tục chống đối chính phủ. Lực lượng Vệ binh Dân sự (tiếng Tây Ban Nha: Guardia Civil), được thành lập năm 1844, chịu trách nhiệm trấn áp các cuộc nổi dậy và bị coi là tàn nhẫn. Bạo lực, bao gồm cả ở Castilblanco vào tháng 12 năm 1931, là phổ biến.
Vào ngày 11 tháng 5 năm 1931, xuất hiện tin đồn rằng một tài xế taxi bị giết bởi những người theo chủ nghĩa quân chủ. Điều này làm dấy lên một làn sóng bạo lực chống giáo sĩ khắp vùng đô thị phía tây nam Tây Ban Nha. Một đám đông giận dữ đã tấn công và đốt tòa soạn của tờ ABC. Sự miễn cưỡng của chính phủ trong việc tuyên bố thiết quân luật và bình luận của Azaña rằng ông "thà đốt tất cả các nhà thờ ở Tây Ban Nha còn hơn làm tổn thương một Đảng viên Cộng hòa" khiến nhiều người Công giáo tin rằng nền Cộng hòa đang cố gắng truy tố Kitô giáo. Ngày hôm sau, Nhà thờ Dòng Tên ở Calle de La Flor cũng bị thiêu rụi. Một số nhà thờ và tu viện khác cũng bị cháy. Trong những ngày tiếp theo, khoảng hàng trăm nhà thờ đã bị đốt cháy trên khắp Tây Ban Nha. Chính phủ đổ lỗi cho những người theo chủ nghĩa quân chủ đã châm ngòi cho cuộc bạo loạn và đóng cửa tờ báo ABC và El Debate.
Các đảng phái đối lập với chính phủ lâm thời của Alcalá-Zamora đã giành được sự ủng hộ của nhà thờ và quân đội. Người đứng đầu nhà thờ ở Tây Ban Nha, Hồng y Pedro Segura, đặc biệt lên tiếng phản đối. Cho đến thế kỷ 20, Giáo hội Công giáo đã chứng tỏ là một phần thiết yếu đặc trưng của Tây Ban Nha, bất chấp những vấn đề nội bộ. Segura bị trục xuất khỏi Tây Ban Nha vào tháng 6 năm 1931. Điều này đã gây ra một làn sóng phản đối kịch liệt từ cánh hữu Công giáo. Quân đội phản đối việc tái tổ chức, bao gồm cả việc tăng cường quyền tự trị địa phương, và những cải cách nhằm nâng cao hiệu quả được coi là một cuộc tấn công trực tiếp. Nhiều sĩ quan nghỉ hưu và 1000 sĩ quan đã được xem xét thăng chức, trong đó có Francisco Franco, người từng là giám đốc Học viện Quân sự Tổng hợp ở Zaragoza, một học viện bị đóng cửa bởi Manuel Azaña.

### Hiến pháp năm 1931
Vào tháng 10 năm 1931, Thủ tướng Công giáo bảo thủ của Cộng hòa Alcalá-Zamora và Bộ trưởng Bộ Nội vụ Miguel Maura từ chức khỏi chính phủ lâm thời khi các điều khoản 26 và 27 gây tranh cãi của hiến pháp được thông qua, theo đó kiểm soát chặt chẽ tài sản của nhà thờ và cấm các dòng tu tôn giáo tham gia vào hoạt động giáo dục. Trong một buổi tranh luận vào đêm 13 tháng 10, một đêm mà Alcalá-Zamora coi là đêm buồn nhất trong cuộc đời mình, ông tuyên bố rằng Tây Ban Nha "không còn là một quốc gia Công giáo", và mặc dù ở một mức độ nào đó, điều là chính xác, đó là một tuyên bố không khôn ngoan về mặt chính trị. Manuel Azaña trở thành Thủ tướng lâm thời mới. Mong muốn có được vị trí này, Lerroux và Đảng Cấp tiến chuyển sang phe đối lập, khiến Azaña phải phụ thuộc vào sự ủng hộ của phe xã hội chủ nghĩa. Những người theo chủ nghĩa xã hội, vốn ủng hộ cải cách, phản đối tình trạng trì trệ. Những cải cách đã được thực hiện giúp chuyển đổi quyền sở hữu đất đai. Các điều kiện cho người lao động vẫn còn nghèo nàn; các cải cách chưa được thực thi. Các địa chủ nông thôn tuyên chiến với chính phủ bằng cách từ chối canh tác. Trong khi đó, một số cuộc đình công nông nghiệp đã bị chính quyền dập tắt. Các cuộc cải cách, bao gồm cả nỗ lực không thành công nhằm chia tách các tài sản lớn, đã không cải thiện được đáng kể tình hình của lao động nông thôn. Vào cuối năm 1931, Vua Alfonso, khi đang sống lưu vong, đã ngừng nỗ lực ngăn chặn một cuộc nổi dậy vũ trang của những người theo chủ nghĩa quân chủ ở Tây Ban Nha. Ông bị xét xử và kết án tù chung thân vắng mặt.
Một hiến pháp mới được thông qua vào ngày 9 tháng 12 năm 1931. Bản dự thảo đầu tiên do Ángel Ossorio y Gallardo và những người khác chuẩn bị đã bị từ chối, và một văn bản táo bạo hơn, tạo ra một "nền cộng hòa dân chủ của mọi tầng lớp công nhân" đã được ban hành. Bản hiến pháp chất chứa những ngôn từ xúc động và bao gồm nhiều đoạn gây tranh cãi, trong đó có mục đích kiềm chế Giáo hội Công giáo. Với bản chất cải cách, tự do và dân chủ, hiến pháp đã được liên minh Cộng hòa-Xã hội chủ nghĩa hoan nghênh. Tuy nhiên, đây là điều đáng báo động với các địa chủ, các nhà công nghiệp, các nhà thờ có tổ chức và các quan chức quân đội. Tại thời điểm này, một khi hội đồng lập hiến đã hoàn thành nhiệm vụ thông qua hiến pháp mới, lẽ ra phải sắp xếp cho các cuộc bầu cử quốc hội thường kỳ và hoãn lại. Tuy nhiên, lo ngại sự phản đối, Đảng Cấp tiến và phe Xã hội chủ nghĩa đã hoãn các cuộc bầu cử thường kỳ, do đó kéo dài thời gian cầm quyền thêm hai năm. Bằng cách này, chính phủ Cộng hòa lâm thời của Manuel Azaña đã khởi xướng nhiều cải cách mà theo quan điểm của họ sẽ hiện đại hóa đất nước.
Hiến pháp mới đã loại bỏ bất kỳ quyền lợi đặc biệt nào mà Giáo hội Công giáo nắm giữ, vì Chính phủ lâm thời tin rằng cần phải phá vỡ sự kiểm soát của Giáo hội đối với các vấn đề của Tây Ban Nha. Hiến pháp tuyên bố quyền tự do tôn giáo và sự tách biệt hoàn toàn giữa Giáo hội và Chính phủ. Các trường Công giáo vẫn tiếp tục hoạt động, nhưng nằm ngoài hệ thống công lập; năm 1933 luật mới cấm tất cả các tu sĩ giảng dạy. Nhà nước quy định việc sử dụng tài sản và đầu tư của nhà thờ, quy định việc thu hồi và kiểm soát việc sử dụng tài sản mà nhà thờ có được trong các chế độ độc tài trước đây, và cấm Dòng Tên do Vatican kiểm soát. Các điều 26 và 27 gây tranh cãi của hiến pháp kiểm soát chặt chẽ tài sản của Giáo hội và cấm các dòng tu tham gia vào hoạt động giáo dục. Những người ủng hộ nhà thờ và ngay cả Jose Ortega y Gasset, một người theo chủ nghĩa tự do ủng hộ cho việc tách biệt Nhà thờ và Chính phủ, cảm thấy các điều khoản đã đi quá xa. Một số điều khác hợp pháp hóa ly hôn và khởi xướng cải cách nông nghiệp cũng gây tranh cãi không kém, và vào ngày 13 tháng 10 năm 1931, Gil Robles, phát ngôn viên chính của cánh hữu nghị viện, đã kêu gọi Công giáo Tây Ban Nha đứng lên chống lại nền Cộng hòa. Nhà bình luận Stanley Payne cho rằng "nền Cộng hòa với tư cách là một chế độ hiến pháp dân chủ đã bị diệt vong ngay từ đầu", bởi vì phe cánh tả coi bất kỳ sự điều chỉnh nào đối với các khía cạnh chống nhà thờ của hiến pháp là hoàn toàn không thể chấp nhận được.
Những hạn chế về việc sử dụng hình tượng Cơ đốc giáo trong trường học, bệnh viện và việc rung chuông bắt đầu có hiệu lực vào tháng 1 năm 1932. Sự kiểm soát của nhà nước đối với các nghĩa trang cũng được áp đặt. Nhiều tín đồ Công giáo bình thường bắt đầu coi Chính phủ là kẻ thù do những cải cách về giáo dục và tôn giáo. Giới truyền thông lên án hành động của chính quyền là man rợ, bất công và tham nhũng.
Vào tháng 8 năm 1932, có một cuộc nổi dậy không thành công của Tướng José Sanjurjo, người đã đặc biệt kinh hoàng trước các sự kiện ở Castilblanco. Cuộc nổi dậy có mục tiêu rất mơ hồ, và nhanh chóng thất bại. Trong số các tướng lĩnh bị xét xử và đày đến các nước thuộc địa Tây Ban Nha có bốn người sau này sẽ tiếp tục chiến đấu chống lại phe Cộng hòa trong cuộc nội chiến: Francisco de Borbón y de la Torre, Công tước Seville, Martin Alonso, Ricardo Serrador Santés, và Heli Rolando de Tella y Cantos.
Chính phủ của Azaña tiếp tục tẩy chay nhà thờ. Các tu sĩ Dòng Tên đứng đầu một số trường học tốt nhất đã bị cấm và bị tịch thu tất cả tài sản. Quân đội bị cắt giảm. Đất đai bị trưng thu. Quyền tự trị được trao cho Catalunya, với một quốc hội địa phương và một tổng thống riêng. Vào tháng 11 năm 1932, Miguel de Unamuno, một trong những trí thức Tây Ban Nha được kính trọng nhất, hiệu trưởng Đại học Salamanca, và bản thân là đảng viên Cộng hòa, công khai lên tiếng phản đối. Trong một bài phát biểu vào ngày 27 tháng 11 năm 1932, tại Madrid Ateneo, ông nói: "Ngay cả Toà thẩm giáo cũng bị giới hạn bởi một số bảo đảm pháp lý. Nhưng bây giờ chúng ta có một điều tồi tệ hơn: một lực lượng cảnh sát chỉ dựa trên cảm giác hoảng sợ chung chung và những nguy cơ không tồn tại để che đậy sự vượt quá giới hạn này của điều luật." Vào tháng 6 năm 1933, Giáo hoàng Pius XI đã ban hành thông điệp Dilectissima Nobis, "Về sự đàn áp Giáo hội Tây Ban Nha", lên tiếng phản đối cuộc đàn áp Giáo hội Công giáo ở Tây Ban Nha.
Cánh tả chính trị trở nên phân tán, trong khi cánh hữu trở nên thống nhất. Phe Xã hội Chủ nghĩa tiếp tục ủng hộ Azaña nhưng đã trở nên thiên tả hơn. Gil Robles thành lập một đảng mới, Liên đoàn Quyền tự trị Tây Ban Nha (tiếng Tây Ban Nha: Confederatión Espanola de Derechas Autónomas, CEDA) để tranh cử năm 1933 và ngầm chấp nhận chủ nghĩa phát xít. Cánh hữu đã giành được chiến thắng áp đảo, với CEDA và Đảng Cấp tiến giành được 219 ghế. Phe cánh hữu đã chi nhiều hơn cho chiến dịch bầu cử so với những người theo chủ nghĩa xã hội, vốn đã tranh cử một mình. Khoảng 3.000 đảng viên Cộng sản vào thời điểm này là không đáng kể.

### "Hai năm đen tối"
Sau cuộc bầu cử vào tháng 11 năm 1933, Tây Ban Nha bước vào thời kỳ được phe cánh tả gọi là "hai năm đen tối" (tiếng Tây Ban Nha: bienio negro). CEDA giành được nhiều ghế nhất, nhưng không đủ để chiếm đa số. Tổng thống Niceto Alcalá-Zamora từ chối mời Gil Robles, lãnh đạo của đảng được nhiều phiếu bầu nhất, để thành lập chính phủ, mà thay vào đó chọn Alejandro Lerroux, thuộc Đảng Cộng hòa Cấp tiến. Ngay sau cuộc bầu cử, phe Xã hội đã cáo buộc gian lận bầu cử; theo PSOE, họ cần gấp đôi số phiếu bầu so với đối thủ để giành được mỗi ghế. Họ cũng nhận định sự thiếu đoàn kết của cánh tả là một nguyên nhân khác dẫn đến thất bại. Phe Xã hội, nay là phe đối lập, bắt đầu tuyên truyền lý tưởng cách mạng.
Chính phủ, với sự hậu thuẫn của CEDA, đặt mục tiêu xóa bỏ kiểm soát giá cả, bán ưu đãi và độc quyền của nhà nước, đồng thời bãi bỏ cải cách ruộng đất - mang lại lợi thế đáng kể cho địa chủ. Điều này đã góp phần làm gia tăng tình trạng suy dinh dưỡng ở miền nam Tây Ban Nha. Các cải cách nông nghiệp, trong khi vẫn còn hiệu lực, đã ngầm không được thực thi. Những người Cấp tiến trở nên hung hăng hơn và những người bảo thủ bắt đầu thành lập các lực lượng bán quân sự và tự quản.
Những người theo chủ nghĩa vô trị tổ chức cuộc biểu tình đầu tiên của giai cấp công nhân vào ngày 8 tháng 12 năm 1933, nhưng hầu hết nhanh chóng bị dập tắt bằng vũ lực; Zaragoza đã cầm cự được bốn ngày trước khi quân đội sử dụng xe tăng để ngăn chặn cuộc nổi dậy. Những người theo chủ nghĩa xã hội đẩy mạnh các hùng biện cách mạng, với hy vọng sẽ buộc Zamora tổ chức các cuộc bầu cử mới. Những người quân chủ theo chủ nghĩa Carlos (Carlismo) và Alfonso (Alfonsismo) tiếp tục chuẩn bị, với những người theo chủ nghĩa Carlos tổ chức diễn tập quân sự ở Navarre, và nhận được sự hậu thuẫn của Thủ tướng Ý Benito Mussolini. Gil Robles gặp khó khăn trong việc kiểm soát các tổ chức thanh niên của CEDA, vốn được mô phỏng theo các phong trào thanh niên ở Đức và Ý. Những người theo chủ nghĩa quân chủ đã tham gia Falange Española, dưới sự lãnh đạo của José Antonio Primo de Rivera, như một cách để đạt được mục đích của mình. Bạo lực công khai diễn ra trên đường phố của các đô thị Tây Ban Nha. Theo thống kê chính thức, 330 người đã thiệt mạng do bị ám sát, có 213 trường hợp ám sát thất bại và 1.511 người bị thương trong bạo lực chính trị. Cũng theo các số liệu này, 113 cuộc tổng đình công được tổ chức và 160 công trình tôn giáo bị phá hủy, thường là do đốt phá.
Lerroux từ chức vào tháng 4 năm 1934, sau khi Tổng thống Zamora chần chừ trong việc ký Đạo luật Ân xá trả tự do cho những người bị bắt trong âm mưu năm 1932. Ông bị thay thế bởi Ricardo Samper. Đảng Xã hội đã chia rẽ về việc có nên chuyển sang chủ nghĩa Bolshevik hay không. Tổ chức Thanh niên của đảng, Liên đoàn Thanh Niên Xã hội chủ nghĩa (tiếng Tây Ban Nha: Federación de Juventudes Socialistas), hiếu chiến một cách đặc biệt. Những người theo chủ nghĩa vô trị kêu gọi cuộc đình công kéo dài 4 tuần ở Zaragoza. CEDA của Gil Robles tiếp tục phỏng theo Đức Quốc Xã, tổ chức một cuộc mít tinh vào tháng 3 năm 1934, hét lên "Jefe" ("Lãnh tụ", có nguồn gốc từ "Duce" trong tiếng Ý thường được dùng để ủng hộ Mussolini). Gil Robles sử dụng luật chống đình công để lần lượt kích động và phá vỡ các công đoàn, đồng thời cố gắng phá hoại chính phủ Cộng hòa Esquerra ở Catalunya, những người vẫn đang cố gắng tiếp tục theo đuổi cải cách của nền cộng hòa. Những nỗ lực nhằm loại bỏ các hội đồng địa phương khỏi sự kiểm soát của phe Xã hội đã dẫn đến một cuộc tổng đình công. Bộ trưởng Nội vụ Salazar Alonso đã dập tắt cuộc đình công một cách tàn nhẫn, bắt giữ bốn đại biểu và vi phạm điều 55 và 56 của hiến pháp. Liên đoàn Công nhân Xã hội chủ nghĩa (tiếng Tây Ban Nha: Federación Nacional da Trabajadores de la Tierra, FNTT), một công đoàn được thành lập vào năm 1930, đã bị ngăn cản hoạt động cho đến năm 1936.
Vào ngày 26 tháng 9, CEDA thông báo sẽ không tiếp tục hỗ trợ chính phủ thiểu số của RRP. Thế chỗ vào đó là nội các RRP, một lần nữa do Lerroux đứng đầu, bao gồm ba thành viên CEDA. Sau một năm gây áp lực, CEDA, vốn có nhiều ghế hơn trong quốc hội, cuối cùng đã thành công buộc chính phủ chấp nhận 3 bộ trưởng của mình. Đáp lại, phe PSOE và Cộng sản tổ chức một cuộc nổi dậy mà họ đã chuẩn bị trong chín tháng. Tại Catalunya, Lluís Companys (lãnh đạo đảng Cộng hòa Cánh tả Catalunya và là Tổng thống Catalunya) lợi dụng cuộc tổng đình công và tuyên bố Catalunya là một quốc gia độc lập bên trong liên bang Tây Ban Nha; tuy nhiên, Esquerra từ chối vũ trang quần chúng và người đứng đầu quân đội ở Catalunya, Domingo Batet, người chịu trách nhiệm dập tắt cuộc nổi dậy, cũng cho thấy sự kiềm chế tương tự. Đáp lại, Lluís Companys bị bắt và quyền tự trị của Catalunya bị đình chỉ.
Cuộc đình công năm 1934 phần lớn không thành công ở Tây Ban Nha. Tuy nhiên, ở Asturias ở miền bắc Tây Ban Nha, cuộc đình công đã phát triển thành một cuộc nổi dậy cách mạng đẫm máu, với mục đích lật đổ chế độ dân chủ hợp pháp. Khoảng 30.000 công nhân đã được kêu gọi vũ trang trong mười ngày. Được trang bị thuốc nổ, súng trường, súng cạc-bin, súng máy hạng nhẹ và hạng nặng, quân cách mạng đã chiếm toàn bộ tỉnh Asturias, sát hại nhiều cảnh sát, giáo sĩ và dân thường, đồng thời phá hủy một số công trình tôn giáo bao gồm nhà thờ, tu viện và một phần của trường đại học ở Oviedo. Tại các khu vực bị chiếm đóng, quân nổi dậy chính thức tuyên bố một cuộc cách mạng vô sản và xóa bỏ tiền tệ chính quy.
Bộ trưởng Chiến tranh, Diego Hidalgo muốn Tướng Franco dẫn đầu quân đội. Tuy nhiên, Tổng thống Alcalá-Zamora, nhận thấy Franco có thiện cảm với chế độ quân chủ, đã cử López Ochoa đến Asturias; hy vọng rằng danh tiếng của Ochoa là một đảng viên Cộng hòa trung thành sẽ giảm thiểu đổ máu. Franco được giao quyền chỉ huy quân đội không chính thức để chống lại cuộc nổi dậy.
Quân đội chính phủ, một số được chuyển từ quân Tây Ban Nha đóng ở châu Phi sang, giết đàn ông, phụ nữ và trẻ em và thực hiện các cuộc hành quyết sau khi chiếm lại các thành phố chính của Asturias. Khoảng 1.000 công nhân bị sát hại, trong khi khoảng 250 binh sĩ chính phủ thiệt mạng. Cả hai bên đều thực hiện các hành động tàn bạo. Cuộc nổi dậy thất bại ở Asturias đánh dấu sự kết thúc của nền Cộng hòa. Theo sau đó là các hành động trả đũa và đàn áp kéo dài trong nhiều tháng; tra tấn đã được sử dụng với các tù nhân chính trị. Ngay cả những nhà cải cách ôn hòa trong CEDA cũng bị gạt sang một bên. Hai vị tướng chỉ huy chiến dịch là Franco và Manuel Goded Llopis được xem như những anh hùng. Phe cánh hữu tố Azaña là tội phạm cách mạng, nhưng không thành công. Gil Robles một lần nữa khiến nội các sụp đổ, và 5 vị trí trong chính phủ mới của Lerroux được nhường cho CEDA, trong đó bản thân Gil Robles có 1 vị trí. Thu nhập của nhân công nông nghiệp bị giảm một nửa, quân đội thanh trừng các thành viên Cộng hòa và cải tổ. Những người trung thành với Robles đã được thăng chức, và Franco được bổ nhiệm làm Tham mưu trưởng. Stanley Payne tin rằng trong quan điểm của lịch sử châu Âu đương thời, sự đàn áp của cuộc cách mạng 1934 là tương đối nhẹ nhàng và các nhà lãnh đạo chủ chốt của cuộc nổi dậy đã được đối xử khoan hồng. Đã không có các vụ thảm sát hàng loạt nào sau khi giao tranh kết thúc như trường hợp của Công xã Paris hay cách mạng Nga 1905; tất cả các bản án tử đều được giảm nhẹ trừ hai trường hợp, Trung sĩ đào ngũ Diego Vásquez, người đã chiến đấu bên cạnh những người thợ mỏ, và một công nhân tên "El Pichilatu" đã thực hiện các vụ giết người hàng loạt. Đã có ít nỗ lực nhằm trấn áp các tổ chức tiến hành nổi dậy, và hầu hết các tổ chức này hoạt động trở lại vào năm 1935. Sự ủng hộ dành cho chủ nghĩa phát xít là rất ít và không tăng lên, trong khi các quyền tự do dân sự được khôi phục hoàn toàn vào năm 1935, sau khi các nhà cách mạng có cơ hội giành quyền lực thông qua các phương tiện bầu cử.
Với cuộc nổi dậy chống lại quyền lực chính trị hợp pháp này, những người theo chủ nghĩa xã hội đã cho thấy sự phủ nhận hệ thống thể chế đại diện giống như những người theo chủ nghĩa vô trị.
Năm 1935, Azaña và Indalecio Prieto bắt đầu thống nhất lực lượng cánh tả và loại bỏ các thành phần cực đoan. Họ đã tổ chức các cuộc mít tinh lớn, phổ biến mà sau này sẽ trở thành Mặt trận Bình dân. Chính phủ Cấp tiến của Lerroux sụp đổ sau hai vụ bê bối lớn, trong đó có vụ Straperlo. Tuy nhiên, Zamora không cho phép CEDA thành lập chính phủ, thay vào đó kêu gọi bầu cử. Mặt trận Nhân dân giành chiến thắng trong cuộc bầu cử năm 1936, với nguồn lực nhỏ hơn rất nhiều so với phe cánh hữu, vốn còn sử dụng các kỹ thuật tuyên truyền của Đức Quốc xã. Phe cánh hữu bắt đầu lên kế hoạch lật đổ nền Cộng hòa, thay vì nắm quyền kiểm soát.
Quyền lực của Chính phủ còn yếu, và ảnh hưởng của nhà cách mạng Largo Caballero đã ngăn cản những người theo chủ nghĩa xã hội trở thành một phần của nội các. Những người Cộng hòa cai trị một mình; Azaña lãnh đạo một chính phủ thiểu số. Bình định và hòa giải trở thành một nhiệm vụ khó khăn. Largo Caballero chấp nhận sự ủng hộ của Đảng Cộng sản (với khoảng 10.000 thành viên). Các hành vi bạo lực và trả đũa gia tăng. Đến đầu năm 1936, Azaña phát hiện ra rằng cánh tả đang sử dụng ảnh hưởng của mình để lách hiến pháp và nền Cộng hòa; họ kiên quyết về những thay đổi ngày càng lớn. Quốc hội đã thay thế Zamora bằng Azaña vào tháng Tư. Việc loại bỏ Zamora được thực hiện trên cơ sở suy đoán, dựa trên 1 chi tiết nhỏ trong hiến pháp. Azaña và Prieto hy vọng rằng bằng cách nắm giữ các chức vụ Thủ tướng và Tổng thống, họ có thể thúc đẩy các cải cách đủ để bình định cánh tả và đối phó với sự hiếu chiến của phe cánh hữu. Tuy nhiên, Azaña ngày càng bị cô lập khỏi chính trị; người thay thế Azaña, Casares Quiroga, có rất ít quyền lực. Mặc dù phe cánh hữu cũng bỏ phiếu loại bỏ Zamora, đây là một sự kiện có ý nghĩa quan trọng, thúc đẩy những người bảo thủ từ bỏ chính trị nghị viện. Lev Davidovich Trotsky viết rằng Zamora đã từng là "cái sào vững chắc" của Tây Ban Nha, và việc loại bỏ Zamora là một bước tiến đến cách mạng.. Largo Caballero cố gắng giữ vững, chống lại sự sụp đổ của chính phủ cộng hòa, để được thay thế bằng một chính thể xã hội chủ nghĩa như ở Pháp.
CEDA đã chuyển giao ngân quỹ chiến dịch cho nhà hoạch định quân đội Emilio Mola. Người theo chủ nghĩa quân chủ José Calvo Sotelo thay thế Gil Robles của CEDA làm phát ngôn viên chính của cánh hữu trong quốc hội. Tổ chức Falange mở rộng nhanh chóng, và nhiều thành viên của Juventudes de Acción Popular tham gia. Họ đã thành công trong việc tạo ra cảm giác hiếu chiến trên đường phố để cố gắng biện minh cho một chế độ độc tài. Prieto đã cố gắng hết sức để tránh một cuộc cách mạng bằng cách thúc đẩy một loạt các cải cách công trình công cộng và trật tự dân sự, bao gồm cả các bộ phận của quân đội và dân quân. Largo Caballero có một thái độ khác, tiếp tục rao giảng về một cuộc lật đổ không thể tránh khỏi của xã hội bởi những người lao động. Largo Caballero cũng không đồng ý với ý tưởng của Prieto về một liên minh Cộng hòa-Xã hội mới. Với sự mặc nhận của Largo Caballero, những người cộng sản nhanh chóng chiếm lấy hàng ngũ của các tổ chức xã hội chủ nghĩa, và tầng lớp trung lưu cảm thấy báo động trước hành động này. Sự chia rẽ của Mặt trận Nhân dân đã ngăn cản chính phủ sử dụng quyền lực để ngăn chặn lực lượng cánh hữu. CEDA bị Falange tấn công, và những nỗ lực cải cách ôn hòa của Prieto đã bị Thanh niên Xã hội chủ nghĩa tấn công. Sotelo tiếp tục cố gắng hết sức để khiến việc hòa giải là không thể. Thủ tướng Casares phớt lờ những cảnh báo của Prieto về một âm mưu quân sự liên quan đến một số tướng lĩnh không ưa các chính trị gia chuyên nghiệp, những người muốn thay đổi chính phủ để ngăn chặn được sự tan rã của Tây Ban Nha. Cuộc đảo chính quân sự vào tháng 7 châm ngòi cho Nội chiến Tây Ban Nha do Mora chỉ đạo và Sanjurjo là một người đứng đầu trên danh nghĩa.

## Trích dẫn
1. 1 2  Beevor 2006, tr. 23.
2. ↑  Beevor 2006, tr. 25-26.
3. 1 2 3  Beevor 2006, tr. 8.
4. 1 2 3 4  Fraser 1979, tr. 38–39.
5. ↑  Beevor 2006, tr. 7.
6. ↑  Preston 2006, tr. 18.
7. ↑  Preston 2006, tr. 19.
8. 1 2 3  Thomas 1961, tr. 13.
9. 1 2  Preston 2006, tr. 21.
10. 1 2  Preston 2006, tr. 22.
11. ↑  Thomas 1961, tr. 14.
12. 1 2  Preston 2006, tr. 24.
13. 1 2 3  Preston 2006, tr. 25.
14. ↑  Beevor 2006, tr. 9.
15. ↑  Thomas 1961, tr. 25.
16. ↑  Thomas 1961, tr. 26.
17. ↑  Preston 2006, tr. 26.
18. 1 2  Beevor 2006, tr. 13.
19. ↑  Preston 2006, tr. 28.
20. 1 2  Thomas 1961, tr. 15.
21. 1 2  Preston 2006, tr. 29.
22. 1 2  Thomas 1961, tr. 16.
23. 1 2  Preston 2006, tr. 30.
24. ↑  Preston 2006, tr. 32-33.
25. ↑  Beevor 2006, tr. 15.
26. 1 2 3 4 5 6  Preston 2006, tr. 34-35.
27. 1 2 3  Beevor 2006, tr. 20.
28. ↑  Beevor 2006, tr. 17.
29. ↑  Thomas 1961, tr. 17.
30. 1 2  Preston 2006, tr. 36.
31. 1 2  Preston 2006, tr. 37.
32. ↑  Beevor 2006, tr. 18.
33. ↑  Thomas 1961, tr. 18-19.
34. 1 2 3  Preston 2006, tr. 38-39.
35. ↑  Thomas 1961, tr. 21.
36. ↑  Preston 2006, tr. 50.
37. ↑  Thomas 1961, tr. 21-22.
38. 1 2  Preston 2006, tr. 41-42.
39. ↑  Preston 2006, tr. 42.
40. 1 2  Beevor 2006, tr. 22.
41. 1 2  Preston 2006, tr. 43.
42. ↑  Beevor 2006, tr. 21.
43. 1 2  Preston 2006, tr. 44.
44. ↑  Preston 2006, tr. 45.
45. ↑  Preston 2006, tr. 49.
46. ↑  Thomas 1961, tr. 61.
47. ↑  Thomas 1961, tr. 48-49.
48. 1 2  Beevor 2006, tr. 26.
49. ↑  Thomas 2013, tr. 79.
50. 1 2 3  Preston 2006, tr. 46-47.
51. ↑  Thomas 1961, tr. 36.
52. ↑  Preston 2006, tr. 47-48.
53. ↑  Thomas 1961, tr. 31.
54. 1 2  Thomas 1961, tr. 47.
55. ↑  Preston 2006, tr. 54-55.
56. 1 2  Preston 2006, tr. 57.
57. 1 2  Preston 2006, tr. 58.
58. ↑  Thomas 1961, tr. 60.
59. 1 2 3 4 5  Preston 2006, tr. 53.
60. ↑  Lannon 1987, tr. 181.
61. 1 2  Thomas 1961, tr. 46.
62. 1 2  Beevor 2006, tr. 24.
63. 1 2 3  Hayes 1951, tr. 91.
64. ↑  Vincent 2007, tr. 122.
65. ↑  Smith 2009, tr. 195.
66. ↑  Paz 2001, tr. 2.
67. ↑  Preston 2006, tr. 54.
68. ↑  Payne 1973, tr. 632.
69. ↑  Preston 2006, tr. 59-60.
70. 1 2  Preston 2006, tr. 61.
71. 1 2  Thomas 1961, tr. 62.
72. 1 2  Thomas 1961, tr. 63.
73. 1 2  Hayes 1951, tr. 93.
74. 1 2  Thomas 1961, tr. 67.
75. ↑  Beevor 2006, tr. 28.
76. ↑  Preston 2006, tr. 63-65.
77. ↑  Thomas 1961, tr. 71.
78. ↑  Preston 2006, tr. 66.
79. 1 2  Preston 2006, tr. 67.
80. ↑  Preston 2006, tr. 66-67.
81. ↑  Preston 2006, tr. 67-68.
82. 1 2  Thomas 1961, tr. 75.
83. ↑  Preston 2006, tr. 68.
84. ↑  Preston 2006, tr. 69.
85. ↑  Preston 2006, tr. 69-70.
86. ↑  Preston 2006, tr. 70.
87. ↑  Brincat 2005, tr. 80.
88. ↑  "La quema de iglesias durante la Segunda República" [Việc đốt nhà thờ trong thời Đệ nhị Cộng hòa]. ABC de Sevilla. ngày 10 tháng 5 năm 2012.
89. ↑  Thomas 1961, tr. 76.
90. ↑  Preston 2006, tr. 71.
91. 1 2  Preston 2006, tr. 72.
92. ↑  Preston 2006, tr. 73-74.
93. ↑  Preston 2006, tr. 75.
94. ↑  Preston 2006, tr. 76.
95. ↑  Thomas 1961, tr. 78.
96. ↑  Payne & Palacios 2014, tr. 88.
97. 1 2 3  Beevor 2006, tr. 30-33.
98. ↑  Thomas 1961, tr. 79.
99. ↑  Preston 2006, tr. 77.
100. ↑  Thomas 1961, tr. 80.
101. ↑  Thomas 2013, tr. 157.
102. ↑  Hayes 1951, tr. 96.
103. ↑  Cueva 1998, tr. 355–369.
104. ↑  Payne 2004, tr. 55.
105. ↑  Payne & Palacios 2014, tr. 90.
106. ↑  Preston 2006, tr. 78-79.
107. ↑  Thomas 1961, tr. 81.
108. ↑  Preston 2006, tr. 79.
109. ↑  Beevor 2006, tr. 31-32.
110. ↑  Thomas 1961, tr. 84.
111. ↑  Payne 1973, tr. 637-638.
112. ↑  Preston 2006, tr. 79-80.
113. ↑  Thomas 1961, tr. 84-85.
114. ↑  Thomas 1961, tr. 85.
115. ↑  Preston 2006, tr. 80.
116. 1 2  Preston 2006, tr. 81.
117. ↑  Payne & Palacios 2014, tr. 92.
118. ↑  Payne 2006, tr. 100-103.
119. ↑  Casanova 2010, tr. 138.
120. ↑  Preston 2006, tr. 82-83.
121. ↑  Preston 2006, tr. 83.
122. 1 2  Preston 2006, tr. 84.
123. ↑  Thomas 1961, tr. 99.
124. 1 2  Preston 2006, tr. 85.
125. ↑  Payne 1973, tr. 643.
126. ↑  Payne 1973, tr. 642.
127. 1 2  Preston 1999, tr. 17–23.
128. ↑  Trotsky 1936, tr. 125–126.
129. ↑  Preston 2006, tr. 86.
130. ↑  Thomas 1961, tr. 100.
131. ↑  Preston 2006, tr. 89.
132. 1 2  Preston 2006, tr. 90.
133. 1 2 3  Preston 2006, tr. 92.
134. ↑  Preston 2006, tr. 91.
135. ↑  Preston 2006, tr. 93.
136. ↑  Beevor 2006, tr. 49.

### Sách
- Beevor, Antony (2006). The Battle for Spain: The Spanish Civil War 1936–1939. London, UK: Weidenfeld & Nicolson. ISBN 978-0-297-84832-5.
- Casanova, Julián (2010). The Spanish Republic and Civil War. Cambridge University Press. ISBN 978-1139490573.
- Fraser, Ronald (1979). Blood of Spain. London, UK: Allen Lane. ISBN 978-0-7126-6014-3.
- Hayes, Carlton J.H. (1951). The United States and Spain. An Interpretation. Sheed & Ward; 1ST edition. ASIN B0014JCVS0.
- Lannon, Frances (1987). Privilege, Persecution, and Prophecy: The Catholic Church in Spain, 1875–1975. Oxford, UK: Clarendon Press. ISBN 978-0-19-821923-1.
- Payne, Stanley G. (1973). "25: The Second Spanish Republic". A History of Spain and Portugal (Print Edition). Library of Iberian Resources Online. Quyển 2. Madison, Wis, USA: University of Wisconsin Press. ISBN 978-0-299-06280-4.
- Payne, Stanley G (2006). The collapse of the Spanish Republic, 1933-1936 : origins of the Civil War. Yale University Press. ISBN 978-0300110654.
- Payne, Stanley G. (2012). The Spanish Civil War. Cambridge University Press. ISBN 978-0-521-17470-1.
- Payne, Stanley G. (2004). The Spanish Civil War, the Soviet Union, and Communism. New Haven, CT; London, England: Yale University Press. ISBN 0-300-10068-X. OCLC 186010979.
- Payne, Stanley G.; Palacios, Jesús (2014). Franco: A Personal and Political Biography. University of Wisconsin Press. ISBN 978-0-299-30210-8.
- Preston, Paul (2006). The Spanish Civil War: Reaction, Revolution and Revenge (ấn bản thứ 3). London, UK: HarperCollins. ISBN 978-0-00-723207-9.
- Smith, Angel (2009). Historical Dictionary of Spain. Lanham, Md, USA: Scarecrow Press. ISBN 978-0-8108-5849-7.
- Thomas, Hugh (1961). The Spanish Civil War (ấn bản thứ 1). London, UK: Eyre and Spottiswoode. OCLC 395987.
- Thomas, Hugh (2013). The Spanish Civil War (bằng tiếng Anh). Penguin UK. ISBN 978-0-7181-9293-8.
- Vincent, Mary (2007). Spain, 1833–2002. Oxford, UK; New York: Oxford University Press. ISBN 978-0-19-873159-7.

### Tạp chí học thuật
- Brincat, Leo (ngày 4 tháng 11 năm 2005). "Need for international condemnation of the Franco regime". Documents: working papers, 2006 ordinary session (first part) (Report). Council of Europe. ISBN 978-92-871-5932-8. Document 10737.
- Cueva, Julio de la Cueva (1998). "Religious Persecution, Anticlerical Tradition and Revolution: On Atrocities against the Clergy during the Spanish Civil War". Journal of Contemporary History. Quyển 33 số 3. Sage Publications, Ltd. tr. 355–369.
- Paz, Jose Antonio Souto (ngày 1 tháng 1 năm 2001). "Perspectives on religious freedom in Spain". Brigham Young University Law Review. Provo, Utah, USA: Brigham Young University. OCLC 94892517.
- Preston, Paul (tháng 5 năm 1999). "Franco and Azaña". History Today. Quyển 49 số 5. London, UK: History Today Ltd. OCLC 95360332.
- Trotsky, Leon (1936). "The Task in Spain". New International. Quyển 5 số 4. New York, USA: Marxists Internet Archive. Truy cập ngày 4 tháng 9 năm 2011.